# Rascló unicolor
El rascló unicolor (Amaurolimnas concolor) és una espècie d'ocell de la família dels ràl·lids (Rallidae) i única espècie del gènere Amaurolimnas Sharpe, 1893. Habita boscos i pantans amb arbres de la zona Neotropical, al sud de Mèxic i Amèrica Central, zona costanera del Pacífic de Colòmbia i nord de l'Equador, est de l'Equador, del Perú i de Bolívia i adjacent Brasil, rivera sud de l'Amazones, i costa sud-oriental de Brasil. Antany habitava Jamaica.